# Devil May Cry 2
Devil May Cry 2 (デビル メイ クライ2, Debiru Mei Kurai Tsū) é um jogo eletrônico de ação-aventura desenvolvido e publicado pela Capcom. Foi lançado inicialmente em janeiro de 2003, originalmente para PlayStation 2. Em termos de ordem cronológica, os eventos do jogo são definidos após Devil May Cry e antes de Devil May Cry 4.
Situado nos tempos modernos, na cidade fictícia de Vie de Marli, a história centra-se em Dante e Lucia, enquanto tentam impedir que um empresário chamado Arius crie o demônio Argosax e alcance o poder supremo. A história é contada principalmente através de uma mistura de cutscenes usando o motor de jogo, com vários vídeos full motion pré-renderizados.
Devil May Cry 2 recebeu avaliações mistas. Críticas foram atribuídas às decisões de desenvolvimento que tornou o jogo consideravelmente diferente de seu antecessor, que incluía a dificuldade reduzida e as mudanças na personalidade de Dante. Apesar da recepção mista, Devil May Cry 2 foi um sucesso comercial.

## Desenvolvimento
Apesar do sucesso do primeiro Devil May Cry, a sequência não foi criada por Hideki Kamiya ou pela Team Little Devils.
Embora inicialmente um diretor não identificado tenha sido encarregado do projeto, a Capcom estava insatisfeita com seu trabalho e designou Hideaki Itsuno no final do desenvolvimento ("com apenas 4 a 5 meses restantes de produção"), para ajudar a orientar o projeto de volta ao curso. Apesar do tempo limitado de Itsuno como diretor, ele é a única pessoa creditada como diretor na versão final do jogo. De acordo com o produtor Tsuyoshi Tanaka, o objetivo do design era tornar Devil May Cry 2 maior que seu antecessor; Tanaka estimou que os ambientes do jogo eram aproximadamente nove vezes maiores que os do primeiro jogo. A ênfase nos quebra-cabeças também foi minimizada, e o sistema de câmera foi renovado para permitir melhores cenas de ação. As mudanças em relação ao primeiro jogo foram influenciadas por pesquisas distribuídas pela equipe de desenvolvimento, permitindo que correções fossem realizadas em quaisquer áreas identificadas como simplórias pelos pesquisadores. A adição de Lucia como personagem jogável foi uma resposta às reclamações dos jogadores de que Trish não era jogável no primeiro Devil May Cry.

## Divulgação
Devido ao foco de Devil May Cry 2 na estilização, a Capcom decidiu fazer parceria com a empresa de roupas Diesel, que tem um histórico de trabalho com desenvolvedoras de jogos eletrônicos. Dante e Lucia foram modelados com trajes especialmente desenhados com a marca Diesel e foram apresentados em um material promocional nas lojas da Diesel em todo o Japão.
Dentro do jogo, Dante possui uma roupa desbloqueável da marca Diesel, enquanto Lucia tem duas roupas separadas. O logotipo da Diesel também é apresentado em várias telas durante o jogo, enquanto que um projétil da edição especial de Devil May Cry 2 com o nome da Diesel foi planejado para inclusão.
Inicialmente, a Capcom estava muito relutante em lançar uma trilha sonora oficialmente sancionada para Devil May Cry 2. Após um período de testes durante o qual a Capcom buscou mil pré-encomendas como prova de demanda, a trilha sonora de Devil May Cry 2 foi lançada ao público em 15 de outubro de 2004, como um conjunto de dois discos, com Masato Kohda, Tetsuya Shibata e Satoshi Ise creditados como produtores.

## Recepção
De acordo com o agregador de resenhas Metacritic, Devil May Cry 2 recebeu avaliações "mistas ou médias". Críticas foram comumente direcionadas à dificuldade, que foi reduzida em relação ao primeiro jogo. O sistema de combate também foi criticado por ser menos refinado, com armas individuais sendo variantes mais fracas ou mais fortes da mesma arma em vez de armas diferentes com suas próprias vantagens e desvantagens. As batalhas contra chefes foram criticadas por exigir menos estratégia do que o primeiro jogo. O cenário era menos detalhado do que os ambientes do primeiro jogo, trocando detalhes por espaço aberto, o que também tornava mais difícil combinar movimentos e combos, já que os inimigos estavam mais espaçados, anulando uma das principais atrações de seu antecessor. Além disso, Dante recebeu uma mudança em sua personalidade que não agradou aos críticos; sua arrogância foi consideravelmente atenuada, e ele raramente falava durante o jogo. A adição de um segundo disco foi vista como uma maneira barata para os desenvolvedores aumentarem o valor de rejogabilidade, já que as missões de Lucia foi um material reciclado das próprias missões de Dante, com apenas pequenas variações. A GameSpot escolheu Devil May Cry 2 como o jogo mais decepcionante de 2003. A UGO Networks classificou Devil May Cry 2 em 19.º em sua lista referentes às "maiores decepções em jogos eletrônicos", acrescentando que "Devil May Cry foi tão bom [...] Não havia como Devil May Cry 2 ter correspondido às expectativas, mas não precisava falhar tão espetacularmente."
No entanto, o jogo recebeu algumas análises positivas. A PSXextreme, por exemplo, rebateu os argumentos de muitos críticos, afirmando que os cenários só pareciam piores devido às suas variações, e que a única razão pela qual Devil May Cry 2 não conseguiu superar suas origens foi devido à falta de desafio. A Electronic Gaming Monthly elogiou o esquema de controle do jogo e novas implementações, bem como a ideia de apresentar os dois protagonistas em discos separados. A revista Play chamou o lado de Lucia da história de "um soneto cruel de autorealização envolto em uma história impregnada de conotações religiosas", afirmando que a trama por si só era motivo para comprar o jogo.

### Vendas
Devil May Cry 2 teve um desempenho comercial positivo, tornando-se um dos dez jogos mais vendidos no Reino Unido no primeiro semestre de 2003. Em março de 2003, a Capcom informou que o título havia vendido 1,4 milhão de cópias em todo o mundo e, até setembro de 2006, vendeu mais de 1,7 milhão de unidades.